# 南奥塞梯
南奥塞梯共和国，通稱南奧塞提亞，是位於西亞南高加索的未受国际普遍承认国家，该國是由俄羅斯扶植奧塞梯人脫離喬治亞建立的政權，過去曾是苏联時期格鲁吉亚苏维埃社会主义共和国的一个自治州，并被国际上大多数国家承认为格鲁吉亚的一部分。首府茨欣瓦利。
南奧塞提亞於1990年代與格鲁吉亚的衝突中宣佈獨立，成立南奧塞提亞共和國，未被联合国與國際上多數國家所承認，俄罗斯于2008年俄格战争后首先承认南奧塞提亞并建交。2016年5月30日，南奥塞梯共和国将在2017年4月就加入俄联邦的问题举行全民公投，总统列昂尼德·哈里托诺维奇·季比洛夫与议会主席阿纳托利·比比洛夫已于26日签署了相关声明。
2017年4月9日，南奧塞梯共和國就易名為「南奥塞梯共和國-阿蘭國」（簡稱南奥塞梯-阿蘭）舉行公投，以紀念阿蘭人建立的阿蘭王國。投票結果約78%的選民贊成，20%反對。但該更名沒有立即納入修憲議程。
2022年3月30日，南奥塞梯時任總統阿納托利·比比洛夫表示寻求加入俄罗斯联邦，但其本人旋即競逐連任失敗導致提案遭擱置。繼任總統賈格洛伊夫（Alan Gagloev）就職時則未有表態。

## 历史

### 中世纪与近代
奧塞提亞人起源於奄蔡（又稱阿蘭，但在中國宋朝時成為了兩個國家），是萨尔马提亚人其中的一支部族。他們在中世纪時期受到喬治亞與拜占庭的影響，成為東正教徒。由於匈人統治，他們被逐出在現在俄國頓河以南的家鄉，部分並越過高加索山脈，來到喬治亞。來到喬治亞的奥塞梯人分成三部分：西部的Digor，受到伊斯蘭的影響；南方的Tualläg，形成今日的南奧塞提亞；與北方的Iron，形成今日的北奧塞提亞。北奧塞提亞於1767年開始，就接受俄罗斯的統治。大部分的奥塞梯人都信奉東正教，只有少數的穆斯林。

### 沙俄及蘇聯統治時期

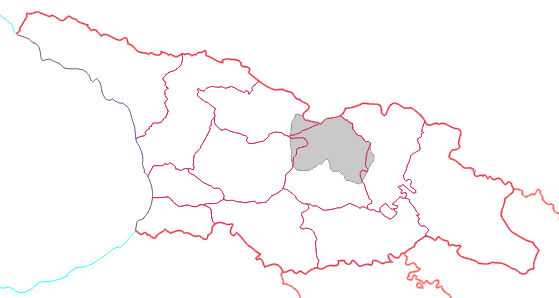
圖中灰色地帶為前蘇聯時期的南奧塞梯，現時已被格魯吉亞政府劃歸不同的行政單位管治。

今日的南奧塞提亞連同格鲁吉亚其他地方，於1801年被俄罗斯帝国吞併。俄國二月革命之後，奧塞梯人成立國家委員會，主張奧塞梯人的自治。國家委員會很快的被呼籲將南奧塞梯併入苏维埃的布尔什维克黨人所控制。十月革命發生後，南奧塞梯成為孟什維克派的喬治亞民主共和國的一部份，但北奧塞梯卻成為了布尔什维克派的捷列克蘇維埃共和國的一部份。
1918-1920年間，南奧塞梯成為格魯吉亞政府與受到苏俄政府支持的奧塞梯反抗軍的戰場。茨欣瓦利一度被奧塞梯反抗軍佔領並掠奪，格魯吉亞人被屠殺。而根據國際智囊組織「國際危機組織」於2004年撰寫的報告裡指出：
The Georgian Menshevik government accused Ossetians of cooperating with Russian Bolsheviks. A series of Ossetian rebellions took place between 1918 and 1920 during which claims were made to an independent territory. Violence broke out in 1920 when Georgian Mensheviks sent National Guards and regular army units to Tskhinvali to crush the uprisings. Ossetian sources claim that about 5,000 Ossetians were killed and more than 13,000 subsequently died from hunger and epidemics
|  | 格魯吉亞的孟什維克政府指責奧塞梯人與俄羅斯的布爾什維克派合作。奧塞梯人在1918年到1920年期間的一連串叛亂事件裡，意圖使奧塞梯成為一個獨立的地區。1920年，當格魯吉亞的孟什維克政府派遣國民警衛及常規軍前往茨欣瓦利鎮壓起義，引發了一場暴力衝突。奧塞梯方面的資料顯示：戰爭中有5000名奧塞梯人被殺害，13000人因疾病與飢餓而死亡。 |

在幾次對格魯吉亞的反抗失敗後，奧塞梯人瀰漫著同情蘇聯政府與布爾什維克的情緒。1921年，前苏联第11紅軍擊敗喬治亞民主共和國，並成立格鲁吉亚苏维埃社会主义共和国政府，許多奧塞梯人也參與了這次進攻格魯吉亞的戰役。喬治亞蘇維埃政府為了感謝奧塞梯人，於1922年4月20日成立南奧塞梯自治州，並以當時格魯吉亞人仍占多數的茨欣瓦利為首府。雖然南奧塞梯有自己的語言（奧塞梯語），但俄语和格鲁吉亚语都是官方語言之一，在行政上通行。現時，俄語是其位於首都的分離政府內部唯一的行政語言，而在前蘇聯統治時期，在格魯吉亞地方政府的管治下，奧塞梯語除了在整個地區通行，亦可在學校裡教授和使用。

### 格鲁吉亚－奥塞梯冲突

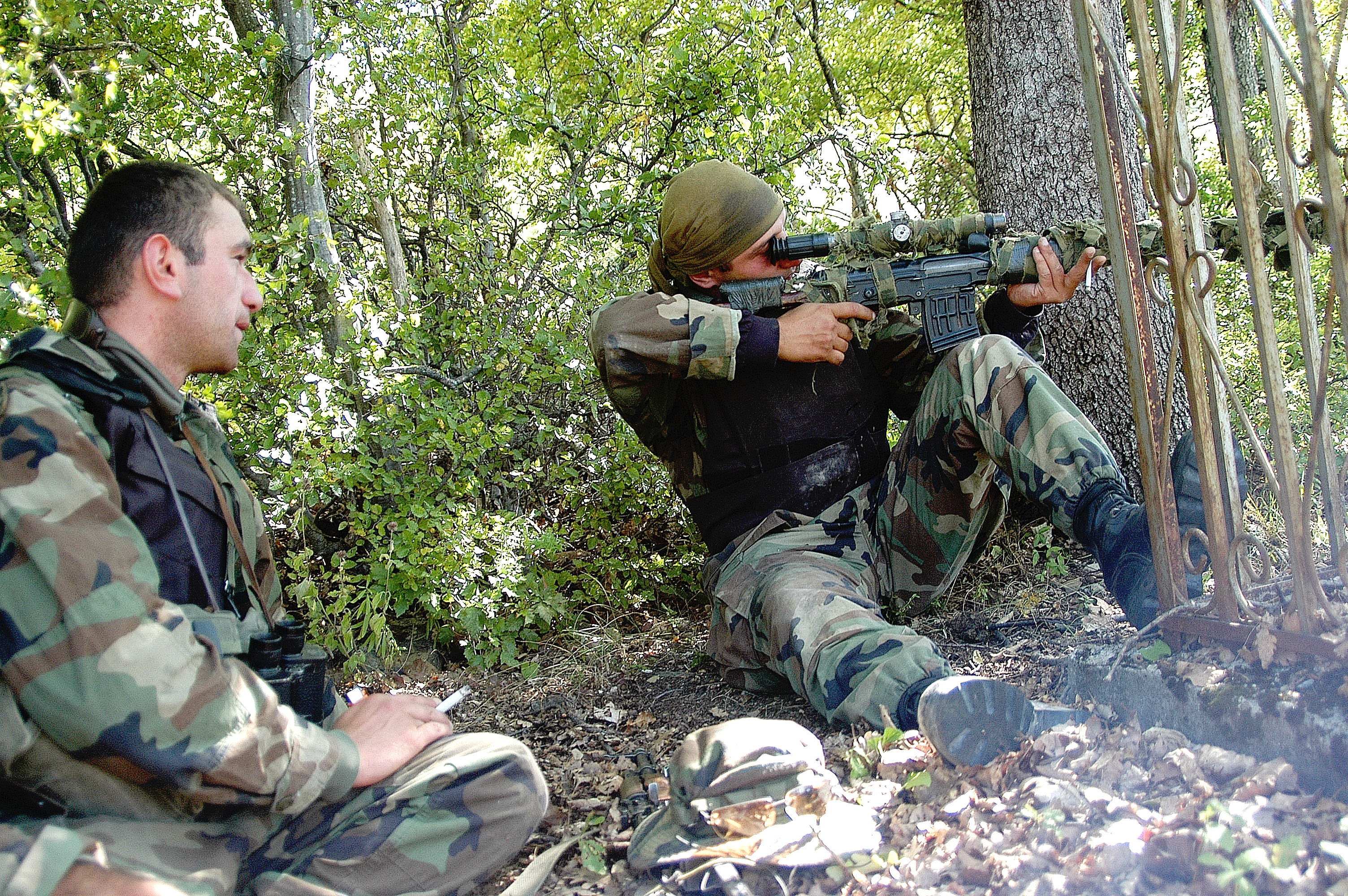
在南奧塞梯的喬治亞狙擊手。

1989年以前，南奧塞梯自治政府與喬治亞之間基本上維持和平狀態。但在1990年，正當喬治亞開始邁出自苏联獨立的步伐時，南奧塞梯議會卻於該年9月宣布成立忠於莫斯科的南奧塞梯蘇維埃民主共和國。喬治亞國會的回應則是宣布取消南奥塞梯的自治地位。喬治亞認為獨立運動是蘇聯所煽動的，目的在於製造干預喬治亞獨立的藉口，喬治亞警察也與當地百姓爆發衝突，造成了死傷。1991年年底，該衝突逐漸擴大，造成約1000人的死亡，與十萬名南奧塞梯人逃離家園，其中大部分的人進入了北奧塞梯。1992年1月，南奧塞梯舉行全民公投，公投結果顯示，絕大多數南奧塞梯居民支持獨立。為了避免與俄國間的衝突進一步擴大，喬治亞與俄羅斯、南奥塞梯三方於當年達成達戈梅斯停火協議，雙方暫時停止軍事行動，並同意組成俄羅斯-格魯吉亞-奧塞梯混合維和部隊；11月6日，歐洲安全與合作組織派遣一個團隊進入喬治亞，以監督該部隊所執行的各項維和任務。自此至1994年年中，南奧塞梯大體維持和平狀態。2004年6月，局面因喬治亞加強打擊走私而再度緊張。一連串的軍事行動造成了十數人的傷亡。喬治亞政府也指責俄國的維和部隊偏袒南奥塞梯政府，並希望以聯合國部隊取代之。

綠色部分即為巴庫-提比里西-傑伊漢管線，該油管經過亞塞拜然及喬治亞，直達土耳其地中海沿岸。

喬治亞在苏联解體後，逐漸向西方靠攏，接受美国的軍事與經濟援助，並於2001年加入抗衡俄羅斯聯邦的古阿姆集團。而自2003年11月經玫瑰革命上台以来，格鲁吉亚总统米哈伊爾·薩卡什維利一直奉行积极融入西方的政策，“亲美疏俄”，极力摆脱俄罗斯的影响，美國也依賴經過當地的巴庫-第比利斯-傑伊漢管線，得以不經由俄羅斯領土輸出蕴藏量庞大的裏海石油至西方國家。該油管距離南奧塞提亞只有55公里。喬治亞是美國在反恐戰爭的盟友，除了參與美国在伊拉克的战事外，更積極表达加入北大西洋公约组织的意愿；而多方評論也認為，俄羅斯近年來憑其龐大能源蘊藏重新崛起，美國繞過俄羅斯，自喬治亞輸出裏海石油至西方國家，將削弱俄羅斯對歐洲的影響力，俄羅斯為防止北約東擴，即以南奥塞梯的獨立問題牽制喬治亞加入北約的進程。
2008年4月，喬治亞傳出可能加入北大西洋公约组织的消息，此舉雖未成功，卻引起俄羅斯的緊張。4月20日，一架喬治亞無人駕駛偵察機在另一個自行宣佈獨立的阿布哈茲自治共和國上空被擊落。喬治亞指控說，他們所公佈的一份錄影畫面顯示，該偵察機是被一架俄羅斯米格-29戰機擊落的，這是對喬治亞的侵略行為。俄羅斯對此則予以否認。
2008年7月15日，俄羅斯開始在包括北奧塞梯在內的北高加索地區，舉行名為Caucasus Frontier 2008的大規模軍事演習。與此同時，在邊境的另一邊，則是喬治亞與其他同為古阿姆集團成員之一的乌克兰、阿塞拜疆在喬治亞首都提比里斯附近舉行，由美國政府計畫與資助，名為即刻回應（Immediate Response）的多國聯合軍事演習。雙方演習升高了邊境的緊張情勢。

### 南奧塞梯戰爭（2008）

#### 戰事經過
2008年8月1日，南奧塞梯與喬治亞雙方在邊境開始有零星軍事衝突，雙方互相指控對方違反停火協定。3日起，衝突加劇，南奧塞梯開始將首府茨欣瓦利居民疏散至俄罗斯北奧塞梯。8月7日深夜至8日凌晨，也就是在2008年北京奧運正式開幕前夕，格魯吉亞出兵突襲南奧塞梯，包圍並砲擊南奥塞梯首府茨欣瓦利與俄罗斯維和部隊營區。南奧塞梯方面指責喬治亞在冲突地区集结重兵發動攻擊違反了幾個小時前格鲁吉亚自行宣布的片面停火聲明，也破壞了維和任務。俄罗斯媒体表示，格鲁吉亚错误地认为美国及北约将出兵支持格鲁吉亚占领南奥塞梯的行动，因此贸然作出了破坏停战声明的鲁莽决定。西方国家媒體認為，喬治亞出兵原因在於俄羅斯違反維和的初衷，支持南奧塞梯政府長期挑釁喬治亞，設置炸彈攻擊喬治亞警察，甚至暗殺親喬治亞的當地政治領袖所致。
在喬治亞包圍南奥塞梯首府茨欣瓦利後，支持南奧塞梯的俄罗斯除派出上百輛坦克，逾萬名士兵借道北奧塞梯進入南奧塞梯，與喬治亞軍隊展開激烈交火，也對喬治亞本土展開空襲。同时，同為實質獨立地區的阿布哈茲也对喬治亞宣战，俄軍也同時派兵進入阿布哈茲，並以海軍封鎖喬治亞港口。根據俄罗斯官方的說法，有1500個平民與15個俄军維和士兵遭殺害。喬治亞方面則表示，已經有兩千人在戰鬥中喪生。雙方彼此互控種族屠殺。
喬治亞在8月10日下午表示，在俄羅斯军队猛烈轟炸下，喬治亞部隊週日已經撤離南奧塞梯首府茨欣瓦利，重新部署在其他地點。喬治亞宣布開始撤軍，雖然喬治亞部隊依然留在南奧塞提亞境內，不過已經退到上星期衝突爆發以前的防守線，希望交戰雙方能停止軍事行動。而此時的茨欣瓦利經三日戰火，已形同廢墟。雖然同意停火，俄羅斯部隊仍進一步越過南奧塞梯邊境進入喬治亞本土，佔領交通要道哥里並切斷喬治亞連結東西方的公路，且一度向首都第比利斯進軍，也封锁了喬治亞的主要港口波季。雙方互相指控對方違反停火協議。
格林威治時間8月14日上午8時左右，俄軍開始由喬治亞邊境重鎮哥里撤退。不過直至8月16日，俄軍仍駐紮在喬治亞首都提比里斯30公里之外的公路上，並控制了進入戈里的主要檢查哨，該檢查哨距離格鲁吉亚首都提比里斯約六十公里。21日，俄羅斯宣布將依照法国提出的六點和平方案，在23日前將部隊撤離喬治亞，不過俄羅斯認為在格魯吉亞和南奧塞梯衝突地帶劃定供俄罗斯維和人員活動的緩衝地帶是合法的，且不打算放棄這些位於喬治亞境內的緩衝地帶。而由於破壞了維和任務，格魯吉亞沒有道德權利或者其它任何權利提出條件，這些地區將不會有格魯吉亞維和人員。喬治亞則指責這些仍留在喬治亞本土的俄國所謂維和部隊與他們设立的檢查哨破壞了六點和平方案。

#### 外交影響
戰爭期間，歐洲聯盟提出了六點和平方案，希望戰爭能即時落幕，美國則派遣國務卿康多莉扎·赖斯前往法国與喬治亞參與調停。喬治亞要求美國與歐洲國家派出維和部隊進入喬治亞。美國表示不考慮在喬治亞採取軍事行動，只對其提供人道援助。美國官員向媒體表示，美國與歐洲盟國可能以將俄國逐出八大工業國組織與其他國際組織，作為俄國進軍喬治亞的報復。国际奥林匹克委员会則對於交戰方不尊重奥林匹克运动会期間停戰的傳統，表示遺憾。
美國的國際戰略研究中心（CSIS）人員表示，俄罗斯重創喬治亞，等於向其他親西方的前蘇聯共和國如乌克兰等傳達了令人不安的訊息。對此，五個曾被前蘇聯控制的前共黨國家首腦，包括波兰總統萊赫·卡欽斯基、乌克兰總統尤申科、愛沙尼亞總統易維斯、立陶宛總統瓦爾達斯·阿達姆庫斯，以及拉脫維亞總理高德曼尼斯，則是齊聚喬治亞首都提比里斯，在大批群眾面前表示對喬治亞的支持。因為擔心俄羅斯的軍事擴張，烏克蘭總統尤申科在8月16日，決定繼捷克之後，加入美國的飛彈防禦系統，並限制俄羅斯黑海艦隊使用烏克蘭的港口。波兰也在20日與美國簽署飛彈防禦協定。俄羅斯則將飛彈防禦系統視為對俄羅斯安全的威脅，並表示對此將有「軍事上的」回應。各國擔心，情勢的發展可能導致東西方新冷戰的形成。
8月25日，在美國副總統迪克·切尼訪問喬治亞前夕，俄羅斯國會以懸殊比數，一致通過要求俄羅斯總統承認南奧塞梯與阿布哈茲獨立的議案。次日，俄罗斯总统梅德韦杰夫签署议案，承认南奥塞梯和阿布哈兹为独立国家。美國總統乔治·沃克·布什對此表示，喬治亞的領土與主權完整應受到所有國家的尊重，包括俄羅斯在內。G8中除俄羅斯以外的其他七大工業國，則對成員國俄羅斯「破壞喬治亞主權」表示譴責。而以俄羅斯為首的上海合作組織雖然支持俄國此次的軍事行動，不過會中並未通過支持南奧塞提亞與阿布哈茲獨立。獨聯體集体安全条约组织（GSTO）則發表聲明支持俄羅斯，與俄國關係密切的成員國白俄羅斯更曾经考慮承認兩個地區的獨立。
南奧塞提亞的官員表示，他們將允許俄羅斯在當地設立軍事基地，在幾年內，南奧塞提亞將與俄罗斯自治共和国北奥塞梯-阿兰合併，成為俄羅斯的一部份。

## 地理

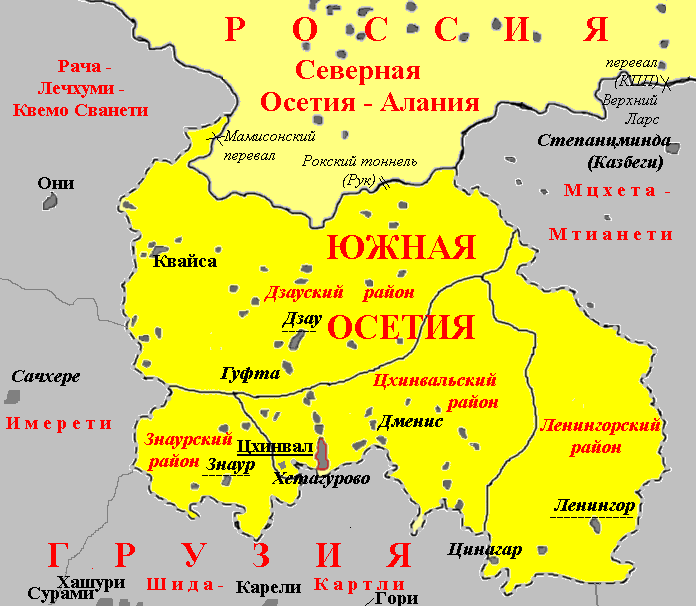
南奧塞梯全境地圖

南奧塞梯占地3,900平方公里，位于高加索高原的南部，與俄罗斯人口較多的北奥塞梯-阿兰共和国之间被山嶺分隔，與格魯吉亞其他地区為库拉河所分隔。南奧塞梯是一個多山的地區，89.3%地區的海拔在1000公尺以上。經濟以農業為主，大部份人口依靠農業維生，但整个南奧塞梯只有10%的土地是已開發耕地。農產品以五穀類、水果及葡萄制品（葡萄酒、葡萄乾等）為主，亦有林業及畜牧業（牛及奶制品）。有少量工業，主要集中在首都外圍地區。
氣溫方面、1月平均氣溫有4.5℃、7月平均氣溫達20.3℃。全年平均雨量有598mm。

## 政治

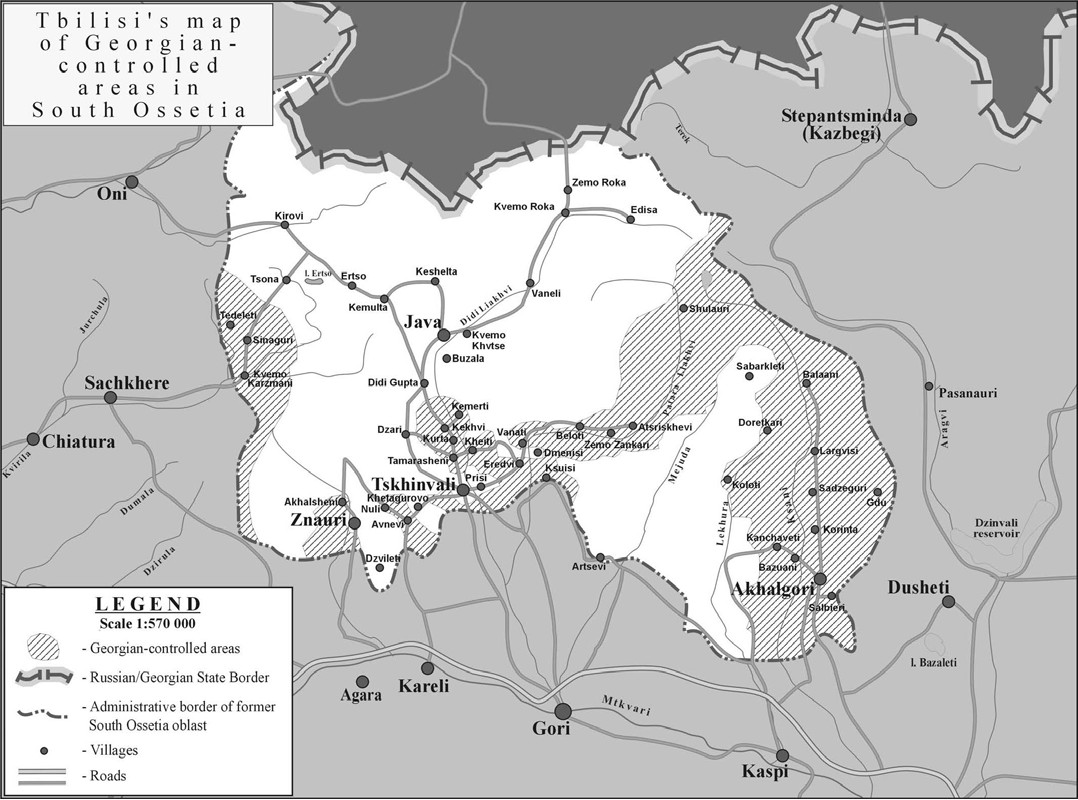
南奧塞梯地圖。亮灰色部分為喬治亞政府宣稱被喬治亞實際控制的地區。淺灰色部分為喬治亞，深灰色部分為俄羅斯領土。

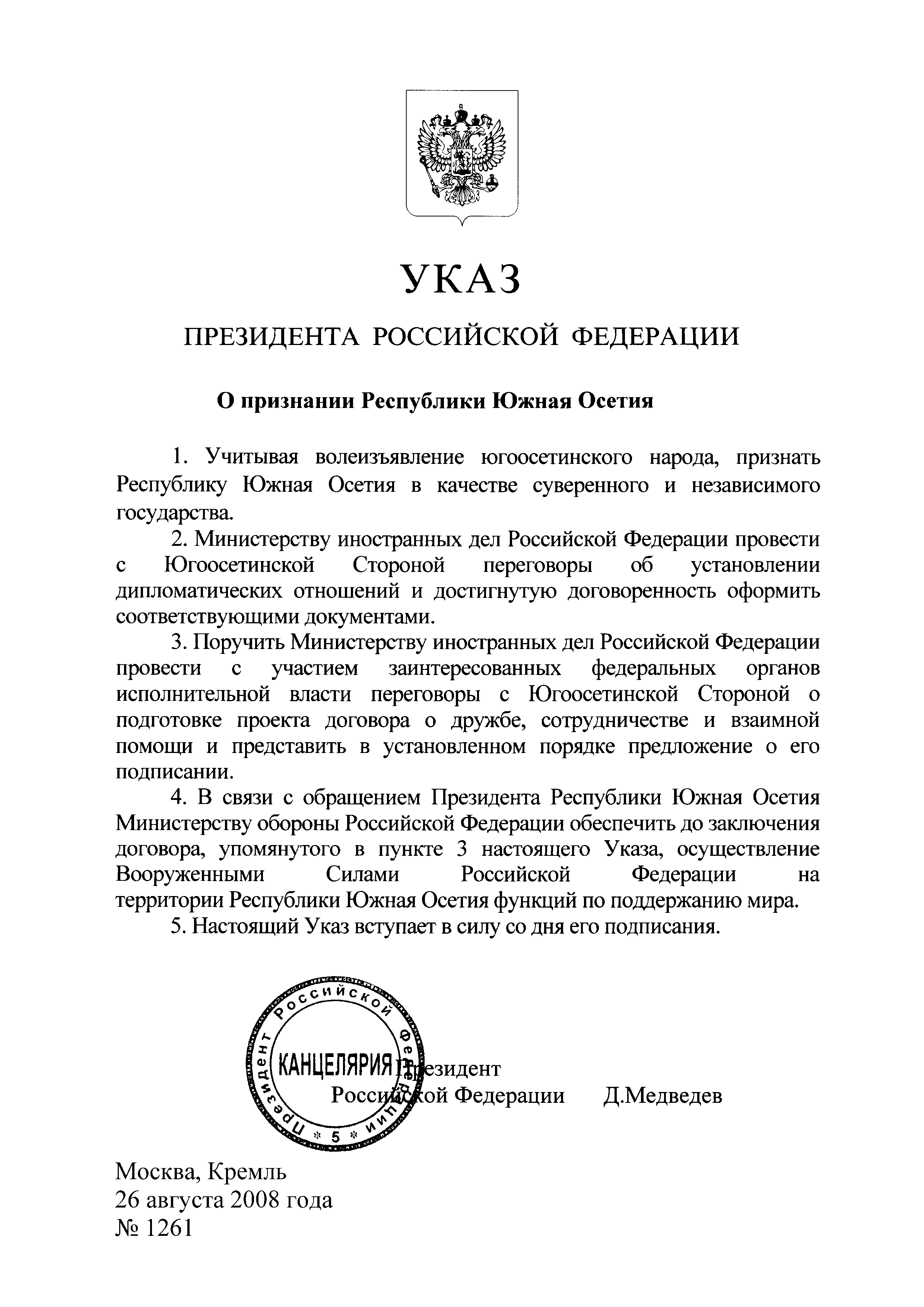
2008年8月26日，时任俄罗斯总统的梅德韦杰夫颁布第1261号总统令，宣布承认南奥塞梯为主权国家。

南奧塞梯遍佈著由奧塞梯人與喬治亞人組成的村莊。其中南奧塞梯最大城市茨欣瓦利與絕大部分的奧塞梯人聚落都由南奧塞梯分離政府所控制，而居少數的喬治亞人聚落則由喬治亞政府所控制。彼此間的犬牙交錯增加了發生衝突的危險性，而任何想要劃分國界的努力都將產生大規模的人口移動。
此等政治分歧至今仍未解決，而南奧塞梯分離主義政府（即「南奧塞梯共和國」）也一直有效地獨立於喬治亞的統治權之外。雙方在爱德华·谢瓦尔德纳泽當政時期（1993年－2003年）曾有數次談判，但收效甚微。而繼任喬治亞總理的祖拉布‧諾蓋傑利則將喬治亞政府統治權置於最優先，誓言要把南奧塞提亞和另一個宣布獨立的阿布哈茲自治共和國納入中央政府掌握。他在2004年成功結束阿扎爾的獨立狀態後，就希望南奥塞梯也能有一樣的結果，並致力於將南奥塞梯問題國際化。2005年1月，喬治亞總統薩卡什維利將喬治亞對於解決南奥塞梯衝突的想法提交歐洲理事會國會議員大會。同年10月，美国與歐洲安全與合作組織（OSCE）也在OSCE於維也納的常設委員會中，表示支持的喬治亞的南奥塞梯和平計畫。12月6日，卢布尔雅那的OSCE部長理事會接受了支持喬治亞和平計畫的提案，雖然該計畫為南奥塞梯分離政府所反對。

### 南奧塞梯共和國
1991年11月28日，南奧塞梯分離主義政府宣布自格鲁吉亚獨立，成立「南奧塞梯共和國」。
2006年9月11日，南奧塞梯共和國政府宣布將在當年11月12日，舉行繼1992年以來的第二次獨立公投，以決定南奧塞梯「是否維持之前所宣稱的獨立狀態」。
這次投票並未受到國際各大組織與喬治亞中央政府的承認。欧洲委员会（COE）秘書長特里·戴维斯在9月13日指出，將不會有任何國家接受此次公投的結果，他並希望南奧塞梯政府能盡快與喬治亞展開談判。同日，欧洲联盟的南高加索特使Peter Semneby在莫斯科指出，這次公投對於歐洲聯盟將不代表任何意義，他也認為公投的舉動對於南奥塞梯的和平進程沒有幫助。
根據南奧塞梯茨欣瓦利當局的說法，本次公民投票的投票率超過95%，其中99%支持當地獨立，96%則支持由爱德华·贾巴耶维奇·科科伊季來擔任南奧塞梯共和國的臨時總統，而且本次投票是在34個包括德国、澳大利亚、波兰等國際選舉觀察團的監督之下進行的。
2008年8月18日，爱德华·科科伊季的新闻发言人塔玛拉·克列赫萨耶娃透过电话向俄新社记者透露，未获承认的南奥塞梯总统爱德华·科科伊季18日解散政府，实行一个月的紧急状态。而鲍里斯·乔奇耶夫將會代尤里·莫罗佐夫擔任总理职务。
南奧塞梯共和國希望最終能與俄羅斯的北奥塞梯-阿兰共和国合併，脫離喬治亞成為俄羅斯聯邦的一部份。

### 南奧塞梯臨時行政实体
與2006年的選舉同時，科科伊季的反對者南奧塞梯拯救联盟（The Salvation Union of South Ossetia）組織了自己的選舉活動，並由境內的喬治亞人與少部分南奥塞梯人另外選出了德米奇·薩那科耶夫擔任南奧塞梯的總統。薩那科耶夫宣稱自己得到了喬治亞人的全力支持。
而格魯吉亞官方雖然從不承認南奥塞梯的獨立，不過却在2007年4月成立了一個由少數南奧塞梯人（即前分離主義份子政府成員）所領導、名為南奥塞梯临时行政实体的臨時行政机构，由薩那科耶夫擔任首長，並將允許第比利斯方面通過當地領導人士管理南奥塞梯地區，同時與奥塞梯政權（即「南奧塞梯共和國」）就有關其最終地位以及矛盾解决等問題進行談判。
2007年7月13日，喬治亞成立了一個在喬治亞治權下促進南奥塞梯自治的委員會，由總理諾哈德利擔任主席。根據喬治亞官方的說法，該自治體將在與南奥塞梯社會裡所有勢力展開全面對話的架構下進行。

## 外交

承认南奥塞梯的国家

与南奥塞梯建交的国家

对于外交上承认阿布哈兹和南奥塞梯为主权国家者，格鲁吉亚一律不与其建交或保持外交关系。

### 联合国会员国
| 國家     | 承認日期                    | 注釋                                                       |
| -------- | --------------------------- | ---------------------------------------------------------- |
| 俄羅斯   | 2008年8月26日               | 2008年9月9日建交，双方互设大使馆；参见俄罗斯－南奥塞梯关系 |
| 尼加拉瓜 | 2008年9月5日                | 2010年4月14日建交                                          |
| 委內瑞拉 | 2009年9月10日               | 2010年7月9日建交，双方互设大使馆                           |
| 瑙鲁     | 2009年12月16日              | 2009年12月16日建交                                         |
| 叙利亚   | 2018年5月29日               | 2018年7月22日建交                                          |
|          | 2011年9月19日-2014年3月31日 | 2011年9月19日建交，2014年3月31日斷交                       |

### 非联合国会员国
| 國家                   | 承認日期       | 注釋 |
| ---------------------- | -------------- | --- |
| 阿布哈茲               | 2006年11月17日 | 2007年9月26日建交 |
| 德涅斯特河沿岸         | 2006年11月17日 | 2007年9月26日建交 |
| 撒拉威阿拉伯民主共和國 | 2010年9月30日  | 南奥塞梯于2010年9月28日承认了阿拉伯撒哈拉民主共和国，2010 年 9 月 29 日，撒哈拉民主共和国非洲事务部长穆罕默德·耶斯莱姆·贝伊萨特在谈到南奥塞梯时表示：“西撒哈拉事实上承认南奥塞梯的独立。现在我们必须正式确立法律上的关系，包括建立外交关系”。 |

### 相关地区
2017年10月27日，加泰罗尼亚自治区议会通过独立决议。此后，西班牙参议院决定批准内阁按宪法第155条直接接管加泰罗尼亚。他说，南奥塞梯密切关注加泰罗尼亚局势。南奥塞梯外长德米特里∙梅多耶夫向卫星通讯社表示，南奥塞梯准备好审议承认加泰罗尼亚独立的问题。他说：“我本人刚从巴塞罗那返回，我们在那里设立了代表处。如果收到加泰罗尼亚的相关请求，南奥塞梯领导层将审议承认加泰罗尼亚独立的问题。”

## 行政区划

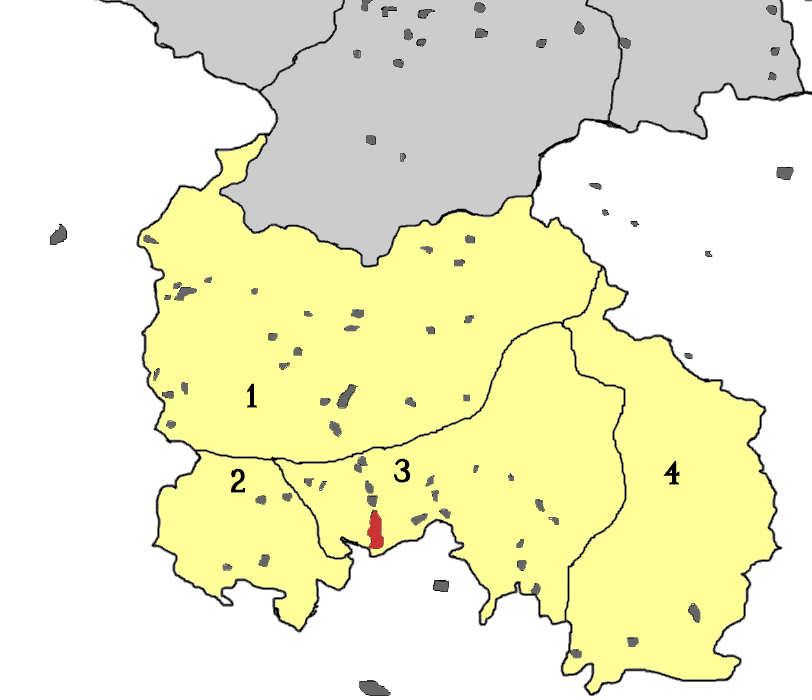
南奧塞提亞行政區劃

南奥塞梯共和国的行政區劃共分为4个区。茨欣瓦利和贾瓦区的克瓦伊西是南奥塞梯仅有的两座城市。
| 编号 | 區         | 行政中心 | 面積(km2) | 備注 |
| ---- | ---------- | -------- | --------- | ---- |
| 1    | 贾瓦区     | 賈瓦     | 1,448     |      |
| 2    | 兹纳乌里区 | 兹纳乌里 | 404       |      |
| 3    | 茨欣瓦利区 | 茨欣瓦利 | 695       |      |
| 4    | 列寧戈里區 | 列寧戈里 | 1,011     |      |

## 經濟
1990年代與格魯吉亞的戰爭之後，南奧塞梯在經濟方面艱苦經營：一方面，共和國內的就業及供應已經缺乏，加上格魯吉亞切斷對共和國的供電，迫使南奧塞梯政府要向北奧塞梯買電。目前兩地間的電力供應僅靠一條電纜維持。
唯一兴旺不衰的产业，就是走私——通过连接南奥塞梯和北奥塞梯的羅基隧道。消费品从俄罗斯直接往南运到这里，为的是逃避格鲁吉亚的税收。犯罪集团把毒品从中亚和阿富汗运到這裡。在市场裡，游客可以轻松买到免税商品，外加几篮子海洛因甚至是AK-47步枪。
除了經濟上不穩定，南奧塞梯在政治上的不明朗，加上數以千計的难民及非法的毒品及軍火交易都使該地区在最近幾年變得非常不穩定。現時南奧塞梯政府擁有的唯一有經濟價值的資產，就是連接南、北奧塞梯之間的羅克斯基隧道，與該隧道的貨運关税。
南奧塞梯全年GDP預估約為1500萬美元（每人平均約兩百五十美元）。南奧塞梯政府承認2006年政府預算有60%依賴俄羅斯的金援。

## 人口
在格魯吉亞-奧塞梯衝突之前，約有三分之二的南奧塞梯人口是奧塞梯人，25%-30%是格魯吉亞人。現今的人口組成比例未知，不過根據預估，南奧塞梯約有45,000名奧塞梯人與17,500名格魯吉亞人。直至2008年8月，約有70%的南奧塞梯人擁有俄羅斯護照。
| 族群       | 1926普查         | 1939普查         | 1959普查         | 1970普查         | 1979普查         | 1989普查         | 2007普查         |
| ---------- | ---------------- | ---------------- | ---------------- | ---------------- | ---------------- | ---------------- | ---------------- |
| 奥塞梯人   | 60,351 （69.1%） | 72,266 （68.1%） | 63,698 （65.8%） | 66,073 （66.5%） | 65,077 （66.4%） | 65,200 （66.2%） | 47,000 （67.1%） |
| 喬治亞人   | 23,538 （26.9%） | 27,525 （25.9%） | 26,584 （27.5%） | 28,125 （28.3%） | 28,187 （28.8%） | 28,700 （29.0%） | 17,500 （25.0%） |
| 俄羅斯人   | 157 （0.2%）     | 2,111 （2.0%）   | 2,380 （2.5%）   | 1,574 （1.6%）   | 2,046 （2.1%）   | 2,128 （2.1%）   | 2,100 （3.0%）   |
| 亚美尼亚人 | 1,374 （1.6%）   | 1,537 （1.4%）   | 1,555 （1.6%）   | 1,254 （1.3%）   | 953 （1.0%）     | 871 （0.9%）     | 900 （1.3%）     |
| 犹太人     | 1,739 （2.0%）   | 1,979 （1.9%）   | 1,723 （1.8%）   | 1,485 （1.5%）   | 654 （0.7%）     | 648 （0.7%）     | 650 （0.9%）     |
| 其他       | 216 （0.2%）     | 700 （0.7%）     | 867 （0.9%）     | 910 （0.9%）     | 1,071 （1.1%）   | 1,453 （1.5%）   | 1,850 （2.6%）   |
| 總數       | 87,375           | 106,118          | 96,807           | 99,421           | 97,988           | 99,000           | 70,000           |

## 外部連結
- 南奥塞梯共和国政府（页面存档备份，存于）
- Fighting intensifies in S Ossetia（页面存档备份，存于）（BBC news, 19 August, 2004）